# Peter Mayr
(Peter Mayr, 20 febbraio 1810, prima di essere fucilato.)
Peter Mayr (Siffiano di Renon, 15 agosto 1767 – Bolzano, 20 febbraio 1810) è stato un patriota tirolese che prese parte all'Insorgenza tirolese.
Era figlio del contadino Peter Mayr (1741–1806) e di Maria Unterhofer (1743–1815).

## Biografia

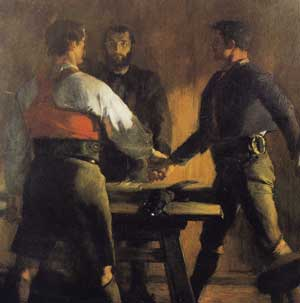
Il giuramento dei tre

Nel 1795 prese in gestione l'osteria "Croce bianca" (Weißes Kreuz) sulla strada a sud di Chiusa che divenne nota come "Al raschietto" (beim Schaber).

### La lotta per la liberazione
Il 3 aprile 1797 sperimentò il ruolo di guida degli Schützen di Renon in una scaramuccia contro un reparto francese che fu costretto a ritirarsi a Bolzano.
Nel 1804 lavorava come oste presso una locanda in località La Mara (an der Mahr), alla periferia sud di Bressanone sulla strada del Brennero. Come avvenne per altri osti del Tirolo, ebbe un ruolo importante nella lotta contro la Francia napoleonica.
La bottega del fabbro dietro la locanda fungeva da ritrovo per le riunioni segrete.
Il 25 luglio 1807, sotto la guida di Andreas Hofer dell' "Assemblea dei contadini" (Bauernkonvent) prese le difese dei fedeli cattolici e della terra tirolese contro i "profanatori della casa del Signore", per non seguire l'ordinamento della Baviera in ambito religioso.
Gli immediati preparativi dell'insurrezione tirolese furono preparati da Andreas Hofer, sulla via del ritorno da Vienna, con l'aiuto di diversi osti del Tirolo.
Hofer discusse con loro i dettagli del piano d'azione, che fu comunicato agli Schützen e ai contadini.
Mayr portò a termine il suo compito per la zona a lui assegnata e combatté il 25 ed il 29 maggio 1809 sulla cima del Pfeffersberger ed insieme a Josef Eisenstecken sul Bergisel.
Procuratesi munizioni e viveri, per difendere la chiusa di Bressanone, progettarono di far saltare i ponti sul Ladritsch e di provocare frane dalle alture della chiusa dell'Isarco.
Dopo la tregua di Znaim (12 luglio 1809), le truppe austriache furono ritirate dal Tirolo e le truppe francesi occuparono Innsbruck senza combattere. Peter Mayr si incontrò con Peter Kemenater  (Oste della "Stella") e con Martin Schenk (Oste della "Croce") a Bressanone per discutere la situazione (l'incontro prese il nome di Dreischwur, giuramento dei tre).
Peter Mayr sbarrò la chiusa d'Isarco a nord di Oberau, con una compagnia di Schützen, dispiegando le sue truppe nel sotto Isarco e nella Val Pusteria occidentale. Il 4 e il 5 agosto 1809, insieme a Josef Speckbacher, si scontrò con le truppe sassoni della Divisione Rouyer. Il luogo dello scontro prenderà, in seguito, il nome di Sachsenklemme (Morsa dei sassoni). Il maresciallo François Joseph Lefebvre entrò a Vipiteno il 6 agosto 1809 con 7.000 uomini, e i tirolesi si ritirarono verso Innsbruck.
Nella Terza Battaglia del Bergisel del 13 agosto 1809, le truppe, al comando di Peter Mayr e provenienti da nord e sud Tirolo, erano il nerbo delle truppe tirolesi. Con la liberazione delle terre tirolesi, Mayr fece ritorno a casa coi gradi di "sottufficiale riconosciuto".
La Pace di Schönbrunn (14 ottobre 1809) determinò l'annessione del Tirolo al neoformato Regno di Baviera (1809), concedendo agli insorti l'amnistia.
Persa l'ultima battaglia del Bergisel il 1º novembre 1809, ed essendosi arreso Andreas Hofer, Peter Mayr incontrò altri Schützen a Steinach am Brenner il 5 novembre 1809 per proseguire la battaglia.
Avanzò in Val Pusteria con gli Schützen d'Isarco e si scontrò, respingendole tre volte, con le truppe del generale Ruscas presso la Chiusa di Rio di Pusteria (Mühlbacher Klause). Al quarto assalto gli Schützen dovettero ripiegare in Val Sarentino (Sarntal).
Avendo Hofer ripreso la lotta su pressione di padre Joachim Haspinger, di Johann Kolb e dello stesso Peter Mayr, gli insorti tentarono la liberazione di Bressanone, dovendo infine amaramente constatare che ogni tentativo di resistenza era divenuto inutile.
L'onesto oste "della Mara", guidò nel 1809 con Andreas Hofer le lotte di liberazione dei tirolesi.
Il luogotenente Mayr, assieme all'eroe Hofer, furono entrambi rinchiusi nel carcere cittadino, posto di fronte alla Maximilianhaus (oggi sede del Museo di scienze naturali dell'Alto Adige).
Anche Peter Mayr, come Andreas Hofer, morì fucilato lo stesso giorno, ma a Bolzano sul greto del Talvera, dopo che rifiutò di mentire per salvarsi; gli sarebbe bastato giurare di non aver saputo dell'appello all'armistizio per aver salva la vita, ma fedele al comandamento di "non dire falsa testimonianza", fu giustiziato.

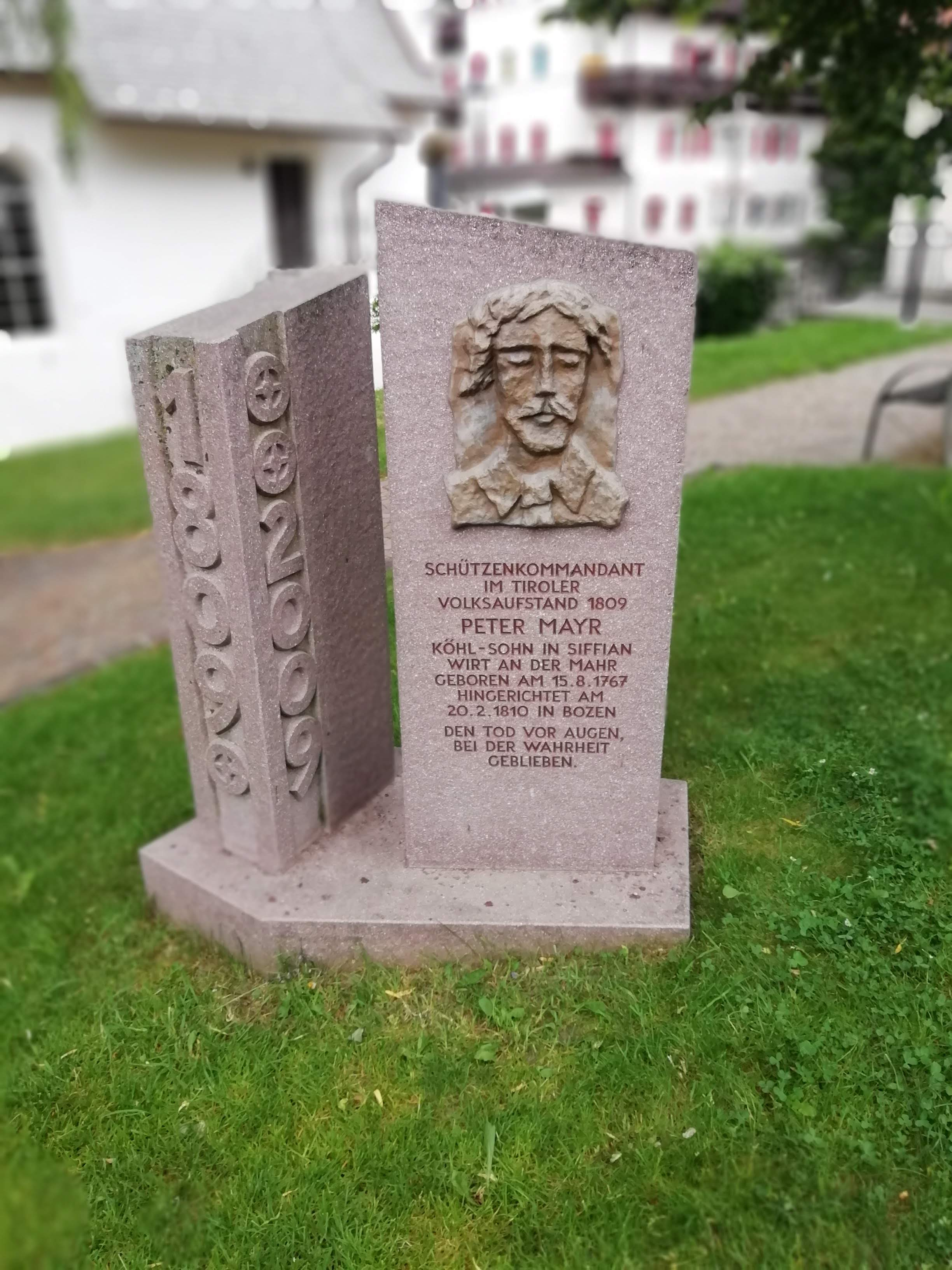
Lapide commemorativa a Peter Mayr a Siffiano di Renon

### Cattura e morte
Mayr fuggì e si nascose a Feldthurns. Fu tradito e catturato l'8 febbraio 1810. Tradotto nel carcere di Bolzano, passò gli ultimi giorni nella casa di Santa Afra, come prima aveva fatto Andreas Hofer. Il tribunale militare lo condannò a morte il 14 febbraio 1810.
La moglie, Maria Fuchs, fece appello al generale Louis Baraguey d'Hilliers affinché annullasse la condanna per vizio di forma e rifacesse il processo. In questo modo Peter Mayr avrebbe guadagnato la possibilità di salvarsi, a condizione di dichiarare pubblicamente di non aver mai portato armi alla proclamazione del Viceré Eugenio di Beauharnais, il 12 novembre 1809, reato punibile con la morte.
Mayr non volle salvarsi la vita con una menzogna. La sentenza di morte fu riconfermata il 19 febbraio 1810 ed eseguita il giorno successivo, 20 febbraio 1810, giorno della morte di Andreas Hofer, non lontano dal ponte sul Talvera. Il corpo fu traslato al cimitero di Bolzano.

## Alla memoria
In molti paesi e città dell'Alto Adige esistono vie o piazze a lui dedicate direttamente od indirettamente. In alcune di esse vi sono anche dei monumenti, come quello a Bolzano, sui prati del Talvera. Indirettamente, in molti paesi sono pure presenti monumenti e dediche ai suoi uomini  recanti la dicitura che erano comandati da Peter Mayr (ad es. a Villabassa, è presente una fontana, nel giardino della chiesa parrocchiale di Santo Stefano, dedicata a Iohann Jaeger, "appartenente agli Schützen di Peter Mayr e fucilato nel 1810 dai francesi"). Una dedica a lui è pure visibile dall'Autostrada A22 ("Autobrennero"), procedendo da Chiusa a Bressanone, dipinta su un masso imbiancato, presso la locanda ove operava, a La Mara, a metà costa nel monte a sinistra:.